# Lithi nitrat
Lithi nitrat là một hợp chất vô cơ với công thức hóa học LiNO3. Hợp chất tinh thể không màu này là muối lithi của axit nitric.

## Điều chế
Lithi nitrat được tạo ra bằng cách cho lithi cacbonat hoặc lithi hydroxide phản ứng với axit nitric.

## Ứng dụng
Muối không màu hút ẩm này là một chất oxy hóa được sử dụng trong sản xuất pháo hoa và pháo sáng màu đỏ.
Lithi nitrat đã được đề xuất như là một phương tiện để lưu trữ nhiệt thu thập từ mặt trời để nấu ăn. Thấu kính Fresnel sẽ được sử dụng để làm chảy lithium nitrate rắn, và sau đó chất này sẽ hoạt động như một 'pin mặt trời', cho phép nhiệt được phân phối lại sau đó bằng cách đối lưu.
LiNO3 được sử dụng trong các tương tác dung môi hòa tan ở nhiệt độ không cao (tức là 329–290 K) có thể được sử dụng để vận chuyển ion trong dung dịch của dung môi acetamit nóng chảy.
Hiện nay, lithi nitrat đang được thử nghiệm để xem liệu nó có thể được sử dụng cho bề mặt bê tông để chịu được các hiệu ứng thời tiết.
Trong phòng thí nghiệm, LiNO3 thường được kết hợp với một ion trihydrat để kiểm tra các liên kết hydro bị phân chia trong các cấu trúc tinh thể của các phân tử có thể tương quan với sức bền liên kết hydro.
Lithi nitrat cũng được sử dụng làm chất xúc tác để đẩy nhanh sự phân hủy oxit nitơ, thông qua sự oxy hóa được tìm thấy trong bồ hóng.